# Sam Colangelo
Sam Colangelo, född 26 december 2001, är en amerikansk professionell ishockeyforward som är kontrakterad till Anaheim Ducks i National Hockey League (NHL) och spelar för San Diego Gulls i American Hockey League (AHL).
Han har tidigare spelat för Northeastern Huskies och Western Michigan Broncos i National Collegiate Athletic Association (NCAA) och Chicago Steel i United States Hockey League (USHL).
Colangelo draftades av Anaheim Ducks i andra rundan i 2020 års draft som 36:e spelare totalt.

## Statistik
| 2015–2016   | Boston Jr. Bruins U16     | USPHL       | 29  | 8  | 12 | 20 | 2  | 2 | 0 | 1 | 1 | 2 |
|             | Boston Jr. Bruins U16     |             | 12  | 3  | 2  | 5  | 4  | — | — | — | — | — |
| 2016–2017   | Lawrence Academy Spartans |             | 27  | 2  | 12 | 14 | —  | — | — | — | — | — |
|             | NV River Rats U16         |             | 13  | 9  | 7  | 16 | 6  | — | — | — | — | — |
| 2017–2018   | Lawrence Academy Spartans |             | 29  | 13 | 29 | 42 | —  | — | — | — | — | — |
|             | Boston Little Bruins U18  |             | 7   | 3  | 3  | 6  | —  | — | — | — | — | — |
| 2018–2019   | Lawrence Academy Spartans |             | 28  | 19 | 29 | 48 | 36 | — | — | — | — | — |
|             | Boston Little Bruins U18  |             | 9   | 7  | 1  | 8  | 6  | — | — | — | — | — |
|             | Boston Jr. Bruins         | NCDC        | 3   | 0  | 0  | 0  | 0  | — | — | — | — | — |
|             | Chicago Steel             | USHL        | 11  | 3  | 0  | 3  | 4  | 2 | 0 | 0 | 0 | 4 |
| 2019–2020   | Chicago Steel             | USHL        | 44  | 28 | 30 | 58 | 47 | — | — | — | — | — |
| 2020–2021   | Northeastern Huskies      | NCAA        | 8   | 0  | 3  | 3  | 2  | — | — | — | — | — |
| 2021–2022   | Northeastern Huskies      | NCAA        | 29  | 12 | 15 | 27 | 18 | — | — | — | — | — |
| 2022–2023   | Northeastern Huskies      | NCAA        | 35  | 9  | 15 | 24 | 12 | — | — | — | — | — |
| 2023–2024   | Anaheim Ducks             | NHL         | 1   | 1  | 0  | 1  | 0  | — | — | — | — | — |
|             | Western Michigan Broncos  | NCAA        | 38  | 24 | 19 | 43 | 23 | — | — | — | — | — |
|             | San Diego Gulls           | AHL         | 4   | 1  | 3  | 4  | 0  | — | — | — | — | — |
| NHL totalt  | NHL totalt                | NHL totalt  | 1   | 1  | 0  | 1  | 0  | — | — | — | — | — |
| NCAA totalt | NCAA totalt               | NCAA totalt | 110 | 45 | 52 | 97 | 55 | — | — | — | — | — |
| USHL totalt | USHL totalt               | USHL totalt | 55  | 31 | 30 | 61 | 51 | 2 | 0 | 0 | 0 | 4 |

### Internationellt
| Källa: Uppdaterad: 2024-04-13 | Källa: Uppdaterad: 2024-04-13 | Källa: Uppdaterad: 2024-04-13 |         | Utv = Utvisningsminuter | Utv = Utvisningsminuter | Utv = Utvisningsminuter | Utv = Utvisningsminuter | Utv = Utvisningsminuter |
| År                            | Lag                           | Mästerskap                    | Matcher | Mål                     | Assists                 | Poäng                   | Utv                     |                         |
| ----------------------------- | ----------------------------- | ----------------------------- | ------- | ----------------------- | ----------------------- | ----------------------- | ----------------------- | ----------------------- |
| 2018                          | USA                           | Hlinka Gretzky                | 5       | 2                       | 0                       | 2                       | 4                       |                         |
| 2021                          | USA                           | JVM                           | 7       | 1                       | 0                       | 1                       | 2                       |                         |
| Junior totalt                 | Junior totalt                 | Junior totalt                 | 12      | 3                       | 0                       | 3                       | 6                       |                         |